# Tobak Zoltán

## Tobak Zoltán
Tobak Zoltán (Székesfehérvár, 1972. március 15. –) magyar DJ, zenei producer, korábbi jégkorongozó és rallyversenyző. Gyermekkorában az Alba Volán korosztályos jégkorongcsapatának tagja volt, később háromszoros magyar rallybajnok. 2017 óta a magyar és nemzetközi elektronikus zenei élet aktív szereplője TOBAK művésznéven, zenéit világszerte ismert DJ‑k játsszák. Fellépett többek közt Ibizán, és rendszeres szereplője Magyarország nagy elektronikus zenei eseményeinek.

### Életrajz

#### Gyermekkor és sportkarrier
Tobak Zoltán 1972. március 15-én született Székesfehérváron. Gyerekkorában kezdett jégkorongozni az Alba Volán SC csapatában. Az úgynevezett „előkészítő korosztályban” játszott, ahol csapattársai voltak többek között Ocskay Gábor és Palkovics Krisztián, akik később a magyar jégkorong legendás alakjaivá váltak.
1999-től 2015-ig a magyar rallybajnokság aktív versenyzője volt. A 2000-es szezonban a másodosztályban három bajnoki címet szerzett különböző kategóriákban. Az ezt követő években is számos futamon indult, jellemzően saját maga által épített versenyautókkal.
Bár versenyeredményei nem mind elérhetők online archívumokban, az Országos Rally Bajnokság versenykiírásai és év végi összesítői között szerepelnek a nevei a korabeli dokumentumokban. A rallypályafutása alatt gyakori szereplője volt a magyar motorsport sajtójának, pl. a Rally Café Magazin vagy az Autosport évkönyvek oldalain.  

#### Zenei karrier

##### DJ és produceri pályafutás kezdete
Tobak Zoltán 2017-ben kezdett DJ és produceri karrierbe TOBAK művésznéven, a melodic techno és melodic house stílusában. Első kiadványai online jelentek meg, saját kiadásban, majd több nemzetközi kiadó is felfigyelt rá. Zenéi megjelentek olyan ismert kiadóknál, mint:
- MoBlack Records[6]
- Automatik Records[7]
- Click Records[8]
- Artessa Music[9]

Tobak zenéi rendszeresen felbukkannak világszerte ismert DJ‑k szettjeiben, köztük:
- Adriatique
- Stephan Bodzin
- Innellea
- Camelphat
- Massano
- Chris Avantgarde
- Dyzen
- Goom Gum
- Argy
- Colyn
- Super Flu
- Magdalena

Spotify-oldalán számos megjelent trekkje hallható, például a „Inner Pulse”, „Sea of Feeling” és a „Lose My Mind”.

##### Fellépések
Magyarországon Tobak Zoltán fellépett számos neves helyszínen és rendezvényen, köztük:
- The Project Budapest rendezvénysorozat local support fellépőjeként[12]
- Vasúttörténeti Park
- Várkert Bazár
- MOL Torony (MOL Tower)
- több budapesti és vidéki klubban

Külföldön is fellépett, például Ibizán, ahol beach clubokban és klubesteken játszott. Több rádióállomás is közvetítette műsorait, így például:
- Rádió 1 – World Is Mine Radio Show[13]
- Ibiza Global Radio[14]

Warm-up DJ‑ként szerepelt többek között az alábbi előadók előtt: Soel, Adriatique, Massano, Pacs, Y do I, Innellea, Stephan Bodzin, 19:26, Yubik, Omnya, Josh Gigante, Argy, Armonica, Layla Benitez, Dyzen, Goom Gum, Enai, Camelphat, Chris Avantgarde, Konstantin Sibold, Rebüke, Brina Knauss, Olympe, Colyn, Super Flu, Magdalena.

### Digitális jelenlét
Zenéi elérhetők a következő digitális platformokon:
- TOBAK – Spotify
- TOBAK – Apple Music
- TOBAK – Beatport
- TOBAK – YouTube

### Stílusa
Tobak Zoltán zenéjében gyakoriak a dallamos, atmoszferikus elemek, erőteljes ritmusképletek és mély basszusvonalak. Szettjeiben jellemzően sötétebb, érzelmes hangulatú trekkeket kever, ami a melodic techno és progressive house rajongói körében népszerűvé teszi.

### Magánélete
Tobak Zoltán Székesfehérváron él párjával, Krisztával. Két gyermeke van: Kevin (sz. 2006) és Benett (sz. 2011). Szabadidejében továbbra is motorsport‑rajongó, valamint figyelemmel kíséri a magyar jégkorong‑életet is.